# Флибуста
Флибу́ста — пиратская бесплатная некоммерческая онлайн-библиотека. На этом сайте можно бесплатно читать, скачивать, а также получать на электронную почту большинство книг, имеющихся в библиотеке. Русскоязычная, украиноязычная и белорусоязычная части доступны для скачивания всем пользователям, в то время как иностранная литература — только зарегистрированным.
По мнению ряда издателей и экспертов по интернету, является одним из самых популярных книжных сайтов в рунете. Библиотека является дополненным форком библиотеки «Либрусек» от 2009 года, использующей в качестве движка сайта модифицированную CMS Drupal со специфичными для вики-библиотеки изменениями (Pressflow). Библиотека основана на принципе вики и пополняется самими пользователями.
Флибуста выделяется среди других электронных библиотек отсутствием рекламы и других методов монетизации одновременно с принципиальной бесплатностью для посетителей. При этом Флибуста предоставляет доступ читателей не только к книгам, распространение которых ограничено издательствами в коммерческих целях, но и к книгам, доступ к которым запрещает государство.

## История библиотеки
Библиотека была создана 8 октября 2009 года изначально с адресом flibusta.net после того, как другая библиотека «Либрусек» ввела плату за скачивание книг. Создатель и владелец сайта — проживавший в Германии программист, использовавший псевдоним Stiver, также он известен как автор open-source Java-декомпилятора Fernflower. Флибуста была основана людьми, не согласными с политикой Ильи Ларина, владельца проекта Либрусек, который ввёл ограничение на свободный доступ к книгам, размещённым в библиотеке. Такие действия привели к возникновению идеологических разногласий между принципиальными противниками копирайта и более толерантной аудиторией проекта, что привело к расколу и основанию нового библиотечного проекта. В начале своей работы Флибуста по большей части была идентична по содержанию родительскому проекту, но с течением времени проект стал дополняться оригинальным контентом, при этом не прекращая синхронизацию с Либрусеком. Интересным фактом является то, что многие участники проектов работают для наполнения обоих сайтов, и именно благодаря их усилиям продолжается синхронизация библиотек.
В 2010 сайт занял 2-е место в сетевом конкурсе РОТОР в номинации «Электронная библиотека года». В 2011 получил Гран-при в той же номинации.

### Противостояние с издательством «Эксмо»
26 сентября 2011 года на внешнем форуме появилось сообщение от владельца сайта:

После долгого затишья война с копирастами снова переходит в активную фазу. На хостера сильно надавили, и на время разбирательств он попросил закрыть прямой вход на сайт. Сейчас ждём более полную информацию. Некоторое время придётся, видимо, походить через proxy.flibusta.net, а там посмотрим.

По словам администрации ресурса, за действиями хостера стоит издательство «Эксмо».
Посещаемость библиотеки выросла именно после активных претензий издательства «Эксмо» к сетевой библиотеке (см. Эффект Стрейзанд).
В сентябре 2013 года нормальная работа ресурса несколько раз прекращалась — при попытке скачать какую-либо книгу пользователи видели объявление: «Временно не работает. Используйте i2p или торренты. Все благодарности в адрес Эксмо и Литреса». Суть произошедшего: интернет-магазин Litres.ru приложил усилия к закрытию Флибусты. К середине октября работа Флибусты была восстановлена.
С октября 2013 года доступ к некоторым российским книгам и русским переводам зарубежных книг на основном сайте библиотеки ограничен по требованию правообладателей. По состоянию на август 2017 года эти книги до сих пор недоступны при доступе из любой страны, однако их чтение, скачивание и получение по электронной почте остались доступны через I2P и TOR.
29 июня 2015 года из-за судебного решения по иску, поданному издательством «Эксмо» в отношении книг Рэя Брэдбери «451 градус по Фаренгейту», «Марсианские хроники», «Золотые яблоки солнца» и «Вино из одуванчиков», в России доступ к сайту «Флибуста» заблокирован. В то же время сайт полностью доступен при помощи Tor Browser, через I2P, а также по доменному имени flibusta.lib, которое поддерживается DNS-службой криптовалюты EmerCoin и серверами DNS проекта OpenNIC. 10 июля 2015 блокировка была снята. Затем, в мае 2016 года, библиотека была снова заблокирована. Через некоторое время сайт переехал на доменное имя Flibusta.is в исландской доменной зоне, который и стал основным сайтом и был снова заблокирован в сентябре 2016 года. В июле 2016 года появилась информация, что АЗАПИ вычислила имя администратора библиотеки, скрывающегося под ником stiver.

### Статистика Флибусты
| Статистика                       | 24.09.2015                  | 09.06.2016                  | 13.10.2016                  | 22.03.2017                  | 07.07.2020                  | 30.05.2021                   | 08.05.2024                   | 17.01.2025                   |
| -------------------------------- | --------------------------- | --------------------------- | --------------------------- | --------------------------- | --------------------------- | ---------------------------- | ---------------------------- | ---------------------------- |
| Всего книг в библиотеке          | 318 939 томов, 502 гигабайт | 343 163 томов, 583 гигабайт | 353 823 томов, 612 гигабайт | 365 395 томов, 645 гигабайт | 448 660 томов, 933 гигабайт | 476 165 томов, 1037 гигабайт | 619 898 томов, 1488 гигабайт | 644 555 томов, 1589 гигабайт |
| Всего представлено авторов       | 116 460                     | 128 224                     | 131 236                     | 132 763                     | 163 752                     | 172 976                      | 224 443                      | 232 344                      |
| Зарегистрированных пользователей | 638 901                     | 696 577                     | 723 187                     | 746 224                     | 1 026 703                   | 1 154 128                    | 1 339 605                    | 1 376 435                    |

### Функциональность
Скачивание книг:
- Библиотека позволяет быстро конвертировать fb2-книги и скачивать их в следующих форматах: .fb2, .html, .txt, .rtf, .epub, .mobi.
- Даже старые не-юникодные книги скачиваются сконвертированными в Юникод-кодировке[21] (только русскоязычные).
- Позволяет зарегистрированным пользователям получать книги в нужном формате на почту.

Загрузка книг:
- Не позволяет загружать книги, идентичные существующим.
- Позволяет делать пакетную загрузку файлов-книг через FTP-сервер либо с помощью загрузки архива.

Остальное:
- Позволяет сравнивать книги с помощью diff прямо на сайте[22].
- Позволяет искать книги по названию, автору, серии, однако по оглавлениям и самому тексту книг поиск недоступен.
- Отображает оглавление fb2-книг; оглавление PDF- и DjVu-книг недоступно.

### Тяжёлая болезнь и смерть владельца
23 сентября 2024 года владелец проекта с ником Stiver объявил, что лежит в больнице с глиобластомой, скорее всего, неизлечимой, и что электронная библиотека, вероятно, вскоре прекратит своё существование. По его словам, серверы, обслуживающие библиотеку, оплачены только на несколько недель.
19 октября 2024 года владелец проекта заявил, что сервера были оплачены на неопределённый срок, работа продолжается в стабильном режиме.
22 октября 2024 года вышел пост, в котором заявлялось об использовании эвтаназии автором, так как она разрешена в Германии. Затем на сайте Флибусты появилась информация о смерти её основателя.